# Облога Педнеліса
Облога Педнеліса — один з епізодів війни у Малій Азії, котру вів претендент на царський титул із бічної гілки Селевкидів Ахей. 
В кінці 220-х років до н.е. дядьку молодого сирійського царя Антіоха III по матері Ахею доручили звільнити малоазійські володіння Селевкидів від пергамського царя Аттала, котрий раніше захопив їх у бунтівного дядька Антіоха III по батьківській лінії – Антіоха Гіеракса. Ахей діяв вдало та витіснив пергамців із більшості захоплених ними земель, при цьому, будучи звинуваченим у змові проти Антіоха III, сам оголосив себе царем (ймовірно, 221/220 р. до н.е.). В 218 р. до н.е. він вирішив втрутитись у війну в Пісідії, де мешканці Селге обложили сусіднє місто Педнеліс (обидва знаходились у тій частині цієї історичної області, котра лежить між сучасними автодорогами Анталія — Іспарта та Сіде — Бейшехір). Педнелісяни, котрі потрапили у скрутне становище, надіслали послів до Ахея, обіцяна яким допомога надихнула їх чинити впертий опір. 
Для допомоги обложеним Ахей вислав загін із 6 тисяч піших воїнів та 500 вершників під командуванням Гарсіериса. Останній спробував пройти через західну частину Пісідії (Міліаду) та підійшов до Критополя (південніше від озера Бурдур). Втім, селгеї не просто атакували сусіднє місто, але й спромоглись перекрити кілька гірських проходів на значній відстані від нього, що унеможливлювало супротивнику прохід до Памфілії, з узбережжя якої вели дороги до Педнеліса та Селге. Тоді Гарсіерис вдав, що зневірився у можливості подолати зайняті ворогом тіснини та повертається назад. Оскільки наспівала пора прибирання врожаю, загони селгеїв полишили перевали та повернулись до свого міста, тоді як Гарсіерис рушив назад, поставив у проходах гарнізони під начальством Фаїлла та спустився до розташованого на приморській рівнині памфілійського Перге. Селгеї, дізнавшись про обманний маневр Гарсіериса, спробували вибити з перевалів Фаїлла, проте лише зазнали тут значних втрат. 
Прорив ворога до Памфілії примусив селгеїв активізувати зведення облогових споруд навколо Педнеліса. Тим часом Гарсіерис отримав допомогу від кількох міст регіону, котрих непокоїло підсилення Селге – Етенна (на південний схід від Селге у напрямку Сіде) виставила 8 тисяч важкоозброєних, а мешканці памфілійського Аспенду (на приморській рівнині між Перге та Сіде) 4 тисячі. В той же час, сідети, котрі ворогували з аспендянами (а в більш загальному плані схилялись на сторону Антіоха ІІІ), ухилились від спілки.
Гарсіерис виступив в гори та підійшов до Педнеліса, що, втім, не змусило селгеїв до відступу. Оскільки обложені важко потерпали від нестачі продовольства, воєначальник Ахея вночі відіслав дві тисячі осіб із завданням доправити в місто пшеницю. Селгеї, котрим став відомий цей план, вночі напали на носильників та перебили більшу частину з них. 
Ця перемога надихнула воїнів з Селге напасти на головне військо Гарсіериса. Вони зайняли кілька гір, котрі оточували табір останнього, та напали з кількох сторін. Селгеям вже вдалось у окремих місцях зруйнувати захисні споруди табора, коли Гарсіерис послав кінноту у обхідний маневр по одній із ще не зайнятих ворогом доріг. Атакуючі сприйняли це як втечу, проте вершники зайшли їм з тилу та почали тіснити. Тоді й піхота Гарсіериса вдарила на тих селгеїв, що вже були у таборі. У підсумку останні кинулись до втечі та зазнали важкої поразки, так що вбитих було не менше 10 тисяч. 
Як селгеї, так і їх союзники, втекли до своїх міст, при цьому Гарсіерис стрімко рушив уперед та взяв в облогу Селге. 